# زاید احمد
زاید احمد (بنگالی: জায়েদ আহমেদ؛ زادهٔ ۱۴ دسامبر ۲۰۰۲) بازیکن فوتبال اهل بنگلادش است.
وی همچنین در تیم‌های ملی فوتبال زیر ۲۳ سال بنگلادش و بنگلادش بازی کرده است.